# Phlogochroa haematoessa
Phlogochroa haematoessa är en fjärilsart som beskrevs av Holland. Phlogochroa haematoessa ingår i släktet Phlogochroa och familjen nattflyn. Inga underarter finns listade i Catalogue of Life.